# Gislebertus

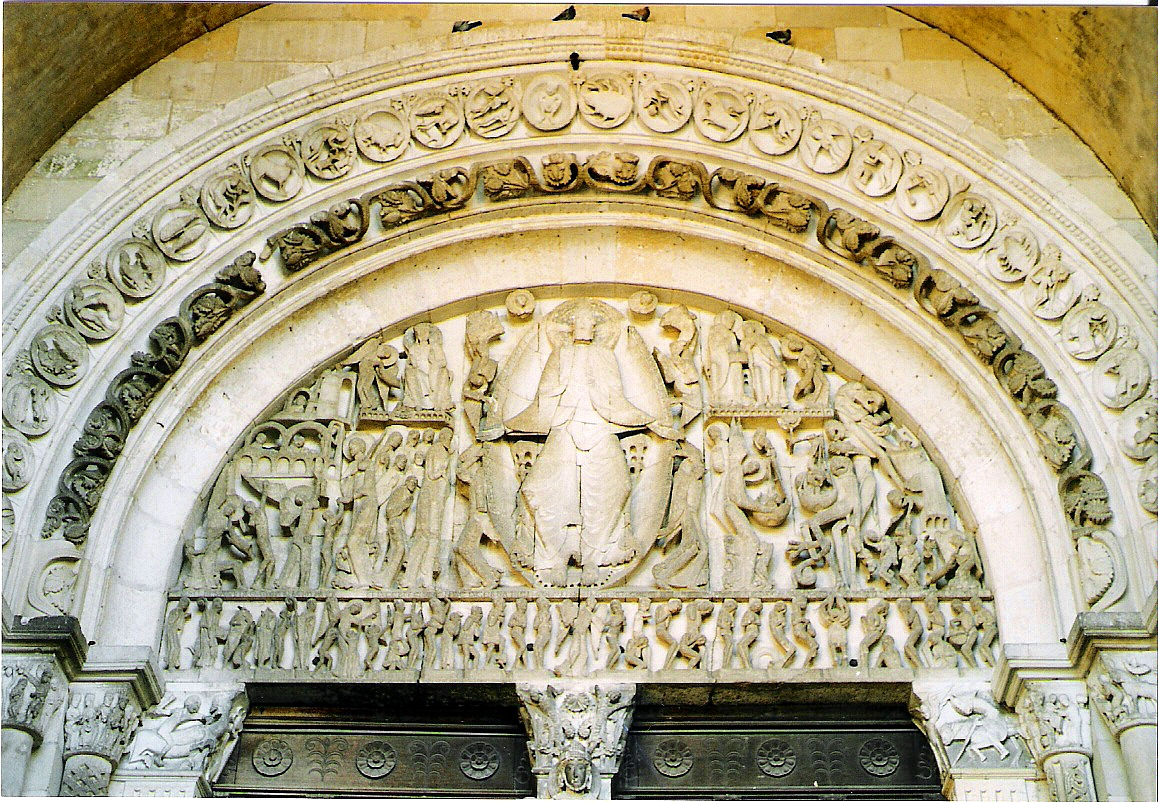
Timpano del giudizio universale, Cattedrale di Saint-Lazare, Autun

Gislebertus, o Gillebert (fl. XII secolo), è stato uno scultore francese.

## Biografia
Artista romanico borgognone del XII secolo, rinnovò l'iconografia tradizionale realizzando figure con proporzioni alterate e tratti fisionomici deformi in modo da rendere più dinamica la composizione.

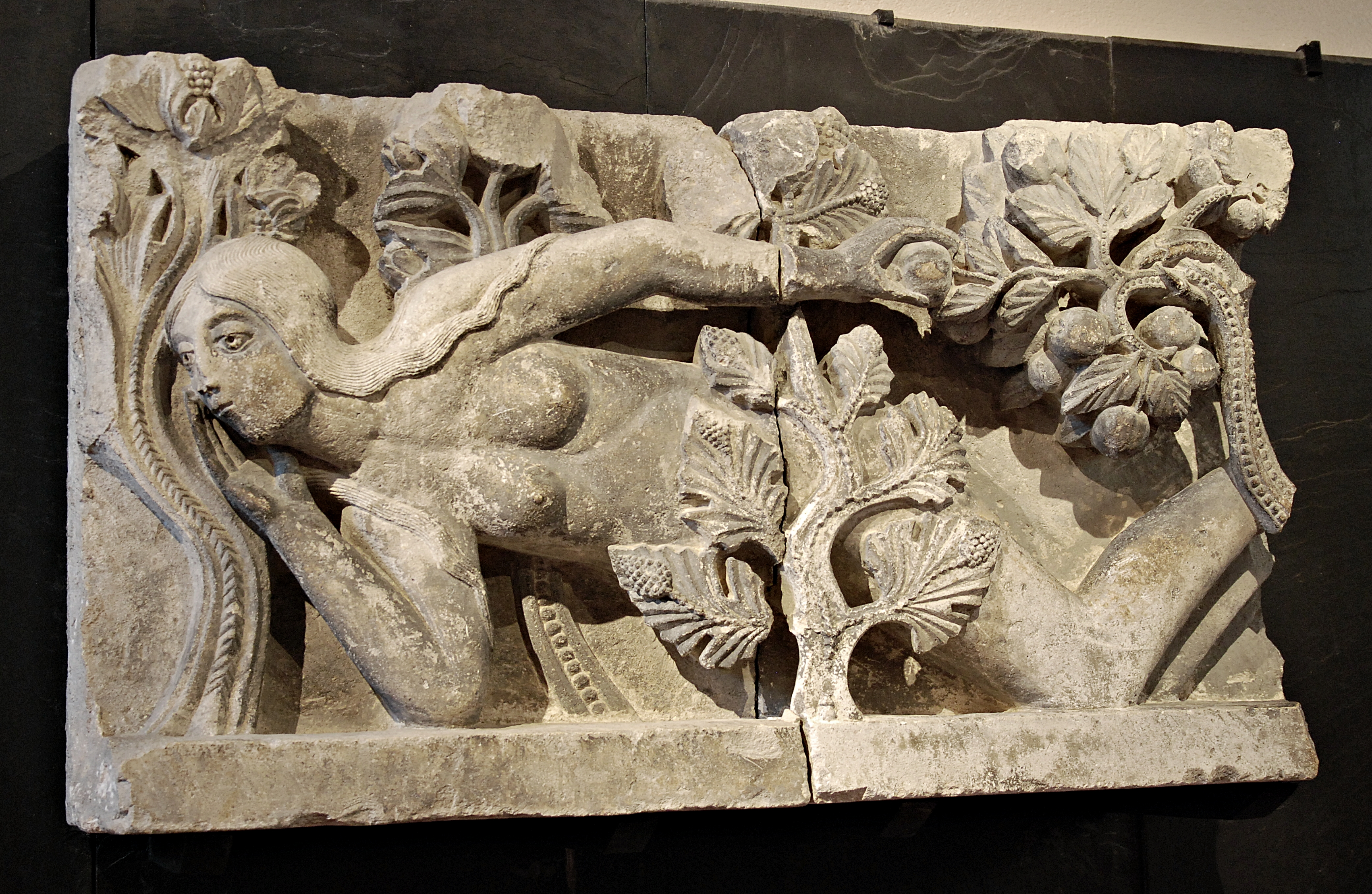
La tentazione di Eva

Intorno al 1130 collaborò alle opere e alla decorazione della Cattedrale di Saint-Lazare ad Autun, come attesta la presenza, rarissima, sul portale occidentale, della firma: Gislebertus hoc opus fecit, documentando una sua posizione di grande prestigio.
Scarse sono invece le altre notizie biografiche dell'artista, quindi i critici d'arte e gli storici dell'arte hanno svolto una ricerca filologica sui documenti conservati ad Autun, per delinearne la carriera.
Gislebertus partecipò ai lavori sia al portale ovest, dove decorò il timpano con un rilievo raffigurante Giudizio Universale e la Resurrezione dei morti (nell'architrave), sia al portale nord, ma anche ai capitelli del coro, della navata centrale e dell'abside.
I lavori di Gislebertus erano protesi a variare alcuni modelli costruttivi e decorativi della cattedrale.
Gislebertus evidenziò la sua aderenza, nella tecnica e nell'iconografia con la scuola di Cluny, pur conservando una sua autonomia inventiva.
Spinto da un forte gusto drammatico ed espressivo, miscelato ad eleganze decorative, Gislebertus seppe unire armoniosamente temi drammatici con elementi ornamentali, al punto che la critica lo definì maitre floraliste.
Gli argomenti preferiti da Gislebertus furono quelli presi dall'Antico e dal Nuovo Testamento, come nel caso dei capitelli con Il sonno dei Re Magi, la Fuga in Egitto, l'Impiccagione di Giuda, il Corteo degli Elettie dei Dannati e la figura sdraiata di Eva che tenta Adamo, proveniente da un portale laterale della Cattedrale, probabilmente anteriore di qualche anno al Giudizio finale (ora al museo Rolin di Autun). Questa opera rappresenta un raro esempio di nudo medioevale.
Tutti questi temi furono talvolta descritti in modo condensato, altre volte in modo raffinato, ma sempre avvolti da una natura orientaleggiante.
Le figure prodotte da Gislebertus ad altorilievo, danno la sensazione, all'osservatore, di sequenze di immagini successive ed in movimento relative ad un argomento o di una vicenda per lo più drammatica.